# アーサー郡 (ネブラスカ州)
アーサー郡（アーサーぐん、Arthur County）は、アメリカ合衆国ネブラスカ州に位置する郡である。2000年現在、人口は444人である。ここの郡庁所在地はアーサーである。

## 地理
アメリカ合衆国統計局によると、この郡は総面積1,860 km2 (718 mi2) である。このうち1,853 km2 (715 mi2) が陸地で8 km2 (3 mi2) が水地域である。総面積の0.41%が水地域となっている。

## 人口動勢
2000年現在の国勢調査で、この郡は人口444人、185世帯、及び138家族が暮らしている。人口密度は0/km2 (1/mi2) である。0/km2 (0/mi2) の平均的な密度に273軒の住居が建っている。この郡の人種的構成は白人96.40%、アフリカン・アメリカン0.00%、先住民0.23%、アジア0.68%、太平洋諸島系0.23%、その他の人種0.90%、及び混血1.58%である。人口の1.35%がヒスパニックまたはラテン系である。
この郡内の住民は23.90%が18歳未満の未成年、18歳以上24歳以下が5.40%、25歳以上44歳以下が29.50%、45歳以上64歳以下が24.80%、及び65歳以上が16.40%にわたっている。中央値年齢は40歳である。女性100人ごとに対して男性は101.80人である。18歳以上の女性100人ごとに対して男性は107.40人である。
この郡の世帯ごとの平均的な収入は27,375米ドルであり、家族ごとの平均的な収入は31,979米ドルである。男性は21,544米ドルに対して女性は13,125米ドルの平均的な収入がある。この郡の一人当たりの収入 (per capita income) は15,810米ドルである。人口の13.80%及び家族の7.90%は貧困線以下である。全人口のうち18歳未満の15.10%及び65歳以上の7.80%は貧困線以下の生活を送っている。
アーサー郡はw:Loving County, Texas、w:Kalawao County, Hawaii、キング郡 (テキサス州)、及び w:Kenedy County, Texasに続き、アメリカ合衆国内で5番目に小さな郡 (人口) である。

## 村
- アーサー (Arthur)

1. ↑   Find a County, National Association of Counties 2011年6月7日閲覧。
2. ↑   American FactFinder, United States Census Bureau 2008年1月31日閲覧。